# 야마부키역
야마부키역(일본어: 山吹駅)은 일본 나가노현 시모이나군 다카모리정에 위치한 도카이 여객철도 이다선의 철도역이다. 단선 승강장 1면 1선의 구조를 갖춘 승강장이다.

## 역 주변
- 국도 제153호선
- 야마부키 변전소

## 역사
- 1923년
  - 1월 15일 : 이나 전기 철도가 이나오시마 역부터 연신했던 때의 종착역으로서 개업.
  - 3월 13일 : 이나 전기 철도가 이치다 역까지 연신. 도중역으로 하다.
- 1943년 8월 1일 : 이나 전기 철도선이 이다선의 일부로서 국유화되어, 일본국유철도의 역이 된다.
- 1971년 12월 1일 : 화물 · 하물의 취급을 폐지.
- 1983년 2월 24일 : 무인화. 구내 건널목을 시모다이라 역 쪽으로부터 이나오시마 역 쪽으로 이전.
- 1987년 4월 1일 : 일본국유철도 분할 민영화에 의해, 도카이 여객철도가 승계.
- 2008년
  - 1월 27일 : 상행 승강장 철거.
  - 12월 9일 : 신 역사(간이형 대합실) 사용 개시. (순차로 구 역사 해체).

## 인접 역
| 도카이 여객철도 이다선   | 도카이 여객철도 이다선 | 도카이 여객철도 이다선 |
| ------------------------ | ---------------------- | ---------------------- |
| 시모다이라 도요하시 방면 | ■ 이다선               | 이나오시마 다쓰노 방면 |